# مجله حرفه پرستاری سرطان
حرفه پرستاری سرطان (به انگلیسی: Cancer Nursing Practice) یک ماهنامه پرستاری در کشور انگلستان است. این مجله پژوهش‌ها و مقاله‌های در ارتباط با پرستاری بالینی سرطان را منتشر می‌کند.